# Rigoziero (stacja kolejowa)
Rigoziero (ros. Ригозеро, krl. Riihijärvi) – stacja kolejowa w miejscowości Rigoziero, w rejonie siegieżskim, w Karelii, w Rosji. Położona jest na linii Wołchow - Murmańsk.